# Seisenshi Dunbine
Seisenshi Dunbine (聖戦士ダンバイン? lett. "Il guerriero sacro Dunbine"), noto anche con il titolo dell'edizione anglosassone Aura Battler Dunbine, è una serie televisiva anime mecha di 49 episodi, prodotta dalla Sunrise, trasmesso per la prima volta dalla Nagoya TV dal 5 febbraio 1983 al 21 gennaio 1984, dalle 17:30 alle 18:00.
Creato da Yoshiyuki Tomino, autore di serie quali Mobile Suit Gundam e Jūsenki L-Gaim, Dunbine è stato uno dei pochi anime a combinare il fantasy con la fantascienza, in questo seguito solo molti anni più tardi da Escaflowne.

## Introduzione
Col termine sacro guerriero presente nel titolo giapponese ci si riferisce ai piloti degli Aura Battler come Sho Zama, protagonista della serie. Gli Aura Battler sono dei robot dall'aspetto alquanto bizzarro che prende spunto dagli insetti.
La serie è ambientata in un mondo medievale chiamato Byston Well, somigliante all'Europa medievale. Tuttavia la sua trasmissione avvenne 3 anni prima dell'avvento della saga di Dragon Quest per il Famicom e quindi in Giappone il genere fantasy era quasi del tutto sconosciuto. E inoltre, a causa del mecha design fortemente curvilineo con cui vennero realizzati gli Aura Battler, non si aveva ancora in quegli anni la tecnologia adeguata per rappresentarli adeguatamente sotto forma di giocattolo o di Plamodel.
Il regista Yoshiyuki Tomino, una volta rivisto il primo episodio ormai pronto per la trasmissione si rese conto che stava lavorando a quell'opera come se fosse un semplice passatempo personale e così, per rimediare, decise di apportare dei profondi cambiamenti riguardo al contenuto della serie. E così si impegnò per anticipare il prima possibile il momento in cui gli Aura Battler sarebbero arrivati a Tokyo mentre all'inizio aveva previsto di concludere la storia con l'arrivo delle Aura Machine sulla Terra. E inoltre, il personaggio di Shera Rapahna da anziano saggio quale doveva essere è stato infine reso con le sembianze di un'affascinante fanciulla (su suggerimento di Sukehiro Tomita che aveva steso la sceneggiatura). Anche il personaggio di Ele Fino che era stato previsto comparisse solo nella finale ha fatto la sua apparizione all'interno della serie.

## Trama
La serie segue le vicende del protagonista Sho Zama, che di colpo, dopo un incidente in motocross, viene catapultato nel mondo di Byston Well. Esso si trova in un'altra dimensione situata tra la Terra e il mare ed è un luogo pieno di draghi, castelli, cavalieri e di potenti robot chiamati Aura Battler. Quando si scopre che l'"aura" di Sho è davvero forte, egli è lanciato nel conflitto che dilaga a Byston Well come il pilota del robot viola Dunbine.

## I Sacri Guerrieri
Si tratta di esseri dotati di un incredibile potere, chiamato Aura, capaci di pilotare le Aura Machines. Durante la serie vengono definiti così per lo più i terrestri evocati su Byston Well per il loro potere, anche se non tutti e non solo gli abitanti della Terra posseggono una forte Aura. Proprio come i terrestri evocati, anche su Byston Well esistono persone (come Barn Bunning o Musey Poe) che vantano uno spaventoso potere dell'Aura. Nella prima parte della serie Drake Luft aveva evocato su Byston Well svariati terrestri per farne dei sacri guerrieri da sfruttare come piloti degli Aura Battler, che necessitano di un forte potere dell'Aura per essere attivati. Tuttavia, nella seconda parte della serie viene creato l'Aura Converter per amplificare il potere dell'Aura dei piloti, rendendo così possibile anche per i comuni abitanti di Byston Well l'utilizzo degli Aura Battler ottenendo le stesse prestazioni dei terrestri evocati su Byston Well. Grazie all'Aura Converter la gente di Byston Well ha incrementato le proprie capacità di combattimento, rendendo inutile l'evocazione di nuovi terrestri.

### Potere dell'Aura
Rappresenta l'energia vitale degli esseri umani oltre che la fonte di energia per le Aura Machine. Le capacità delle Aura Machine aumentano in base all'ampiezza del potere dell'Aura del pilota. Ciò è dovuto al fatto che esse vengono controllate dal potere dell'Aura. Anche unità che presentano caratteristiche inferiori rispetto alla media, se vengono pilotate da sacri guerrieri dotati di uno smisurato potere dell'Aura manifestano capacità fuori dal comune. Al contrario, un Aura Battler dalle alte potenzialità se messo in mano ad un sacro guerriero mediocre non mostrerà nemmeno tutte le sue funzionalità di base. E inoltre, sulla Terra le capacità delle aura machine e il potere distruttivo delle loro armi aumentano sensibilmente. Su byston well tali potenzialità sono ridotte.

### Il fenomeno dell'Hyper
Si tratta di un fenomeno speciale dovuto ad un'anomalia nel potere dell'Aura. Se si perde il controllo del potere dell'aura a causa di sentimenti negativi quali l'odio, la barriera che circonda le Aura Machine prende forma fisica espandendosi dando vita ad un'aura machine ingigantita.

## Personaggi
Sho Zama (ショウ・ザマ?, Shō Zama)
Doppiato da: Shigeru Nakahara
Sho è il giovane protagonista della serie. Prima di arrivare a Byston Well, ha vissuto a Tokyo, gareggiando in molte competizioni di motocross. Una notte, mentre guidava la sua moto, venne portato a Byston Well per servire il signore regionale Drake Luft come pilota di mecha. Scopre presto i motivi malvagi di Luft, e decide di cambiare posizione, per unirsi ai Nie Given ed alla resistenza contro i militari di Luft. Col tempo, e con molta esperienza derivante dalle battaglie, l'aura di Sho aumenta fino a raggiungere livelli infiniti, mentre il controllo dei suoi poteri si indebolisce. Inoltre, durante la serie, torna varie volte sulla Terra, ma con esiti sempre negativi, soprattutto con i suoi genitori. Comincia a nutrire anche dei veri sentimenti per Marvel, che però vengono ostacolati dalle difficoltà della guerra.
Marvel Frozen (マーベル・フローズン?, Māberu Furōzun)
Doppiata da: Mika Doi
Una donna attraente con dei genitori che possiedono vasti campi vicino a Dallas, nel Texas. Anche Marvel venne portata a Byston Well per combattere dalla parte di Drake Luft, ma passa successivamente dalla parte di Nie Given. Lei e Sho Zama si incontrano inizialmente come nemici però, dopo la morte della madre di Nie da parte di Sho, ed il conseguente pentimento del ragazzo, si alleano assieme. Le sue abilità di combattimento sono alla pari con Sho, tranne che riguardo all'aura.
Cham Fau (チャム・ファウ?, Chamu Fau)
Doppiata da: Maria Kawamura
Una compagna fatata di Sho, e probabilmente l'unica sopravvissuta della battaglia finale. Cham è la cheerleader di Sho, ed è sempre pronta a difenderlo dai nemici.
Nie Given (ニー・ギブン?, Nī Gibun)
Doppiato da: Makoto Ataka
Un combattente della libertà, che tiene unita una piccola fazione che si oppone al potere militare di Drake Luft. Entrambi i suoi genitori sono stati uccisi precedentemente in guerra, lasciandolo come unico sopravvissuto della famiglia Given. Comanda la Nave Aura, Zelana. Durante la guerra si innamorerà di Riml Luft, la figlia di Drake.
Drake Luft (ドレイク・ルフト?, Doreiku Rufuto)
Doppiato da: Shōji Ōki
L'antagoniosta della serie, e colui che porta Sho a Byston Well. È un uomo ambizioso, che crede di essere nel giusto nel tenere unite le persone di Byston Well con la forza. La sua vita non gli dà gioie maggiori, in quanto sua figlia, Riml, lavora contro di lui ed i suoi piani. Durante la battaglia finale, comanda la nave da guerra Will Wisp.

## Aura Battler
Con questo termine si intende una delle specie di Aura Machine esistenti. Si tratta di robot antropomorfi da combattimento azionati dall'energia spirituale delle persone definito potere dell'Aura. Essi sono stati sviluppati da Shot Weapon, ingegnere di robotica evocato da Drake Luft, feudatario del regno di A che brama il dominio dell'intera Byston Well. A differenza dei robot presenti nei normali anime robotici, le corazze e i sistemi di comandi degli Aura Battler vengono creati sfruttando i tessuti muscolari e gli esoscheletri delle gigantesche bestie che popolano Byston Well.

### Botune
Unità per la produzione di massa sviluppata grazie alla collaborazione tra il regno di Na e quello di Lao. Riprende le capacità proprie del Bozune e, basandosi sui progetti del Dunbine, viene potenziato permettendo così anche alla gente comune di pilotarlo. Il suo coefficiente di Aura supera il valore 1 e per questo si presume utilizzi l'Aura converter. È stato progettato per il combattimento corpo a corpo aereo ma paragonato alla maggior parte degli Aura Battler delle milizie di Drake si notano delle carenze dal punto di vista della potenza di fuoco. Riguardo all'armamento, è munito di un Aura Sword e sulle cosce ha installati degli Aura Vulcan.